# Carmen (Cebu)
Pour les articles homonymes, voir Carmen.
Carmen est une municipalité de la province de Cebu, au nord-est de l'île de Cebu, aux Philippines.

## Généralités
Son ancien nom est Bugho.
Elle est entourée des municipalités de Danao au sud, Catmon au nord, Cebu à l'ouest et de la Mer des Camotes à l'est.
Elle est administrativement constituée de 21 barangays (quartiers/districts/villages) :
- Baring
- Cantipay
- Cantumog
- Cantucong
- Caurasan
- Corte
- Dawis Norte
- Dawis Sur
- Cogon East
- Hagnaya
- Ipil
- Lanipga
- Liboron
- Lower Natimao-an
- Luyang
- Poblacion
- Puente
- Sac-on
- Triumfo
- Upper Natimao-an
- Cogon West

Sa population en 2019 est d'environ 58 000 habitants.